# Avram Grant
Avraham "Avram" Grant, född 6 maj 1955 i Petah Tikva, är en israelisk fotbollstränare som år 2022 blev förbundskapten för Zambias herrlandslag. 

## Tränarkarriär
- 1986–1991 Hapoel Petah Tikva
- 1991–1995 Maccabi Tel Aviv
- 1995–1996 Hapoel Haifa
- 1996–2000 Maccabi Tel Aviv
- 2000–2002 Maccabi Haifa
- 2002–2006 Israels herrlandslag
- 2007–2008 Chelsea
- 2009–2010 Portsmouth
- 2010–2011 West Ham United
- 2012 Partizan Belgrad
- 2014–2017 Ghanas herrlandslag
- 2018 NorthEast United (interim)
- 2022– Zambias herrlandslag